# 羽田璃子
羽田 璃子（はねだ りこ、1987年3月24日 - ）は、日本のAV女優。ファンスタープロモーション所属。

## 略歴・人物
2015年7月、現役の人妻キャビンアテンダントのふれこみでアダルトビデオメーカー・マドンナの専属女優としてAVデビュー。

## 出演作品

### アダルトDVD
2015年
- 現役人妻CA(キャビンアテンダント) 羽田璃子 AV Debut!!（7月25日、マドンナ）
- 隣の奥さんはキャビント（8月25日、マドンナ）
- 国際線CA達がタイでお忍びで通う極上リラクゼーションSPA 6（10月1日、DOC）※「ちさと」名義　他出演:さやか、ひとみ、じゅんこ
- 美人OLたちの排卵日中出し乱交 イケメンの精子で妊娠したがる女を盗撮（10月1日、変態紳士倶楽部）他出演:松本メイ
- 120%リアルガチ軟派伝説 vol.29 in町田（10月10日、プレステージ）※「よしみ」名義　他出演:ちあき、まな、しほ、はるか、ゆか
- 人妻イカせまくり 中出しナンパ 総イキ67回以上!連続オーガズム!（10月15日、LOTUS）他3名出演
- 隣の奥さんは連続絶頂ランジェリーナ（11月1日、ヴィーナス）
- 妻を生で寝取らせて… 従兄弟ふたりの精子を嫁に中出しさせた話（11月6日、光夜蝶）
- 女湯で人妻が出会ってしまったレズビアン（11月7日、ビビアン）共演:松井優子、中山理莉 ほか
- ガチンコ本物ナースナンパ 〜仕事で奉仕してる分、僕達が奉仕しちゃいます!〜（11月20日、DOC）※「みどり」名義　他出演:りさ、ゆうり、ゆき、ゆみこ、あつこ、れいこ、さき、まい
- 毎晩騒ぎ続ける隣人に犯されて…。（11月25日、マドンナ）
- 下着ドロボウを性欲処理に使う人妻 3 私のパンティでセンズリこいてた義父と…夫に秘密で近親変態相姦（11月25日、セレブの友）
- 「制服・下着・全裸」でおもてなし またがりオマ○コ航空 6 〜【淫語】【おさわり】【童貞】【2発射】新おま○こサービスのご紹介〜（11月26日、SODクリエイト）共演:蓮実クレア、涼川絢音、せいの彩葉
- パンコキ JK脱ぎたてほかほかパンティをチ●ポに被せシコられる極上のパンツコキ（11月27日、REAL）他出演:七原あかり、愛原さえ、福咲れん、坂口れな、葉里さやか、華原恵里奈、森はるら
- 裏風俗最前線!! 寝取られ願望の人妻が働いているデリヘル呼んだらまさかの夫婦登場!!ガチ寝取りプレイを懇願!!愛撫だけでは満足できず「挿れて下さい」と生中出しプレイを求めてくる噂は本当なのか!?徹底SCOOP!（11月27日、SCOOP）他出演:愛原さえ、森はるら、坂口れな
- 旅行先の温泉旅館で旦那に頼まれて男を誘惑させられギンギンに勃った他人棒でイかされまくった貞淑妻（12月1日、DOC）他出演:池端真実、麻生沙奈
- 文京区にある女教師が通う整体セラピー治療院 9（12月1日、変態紳士倶楽部）他出演:稀夕らら ほか
- 不倫人間模様 五反田ラブホテル盗撮（12月1日、変態紳士倶楽部）他出演:アメリア・イヤハート、早瀬ありす、夏希のあ、稀夕らら
- イケメンが熟女を部屋に連れ込んでSEXに持ち込む様子を盗撮したDVD。 37 〜強引にそのまま中出ししちゃいました〜（12月8日、エマニエル）※「あつこ」名義　他出演:かなえ
- 土下座の女 M社長 4時間（12月11日、BAZOOKA）他出演:波多野結衣、坂口れな、葉里さやか、華原恵里奈
- 私、実は夫の上司に犯され続けてます…（12月13日、溜池ゴロー）
- 父が出かけて2秒でセックスする母と息子（12月13日、ヴィーナス）
- 熟女パーツモデル 面接即ハメドキュメント ノーギャラで勝手に中出しAV撮っちゃいました 5（12月13日、ド熟女キングダム!!）※「竹井美香」名義　他出演:橋本舞
- 夜勤中に居眠りしている看護師を夜這いしちゃった俺 3（12月24日、AKNR）他出演:水谷あおい、早川瑞希
- 家庭訪問レズビアン 新任女教師と優等生の母親（12月25日、マドンナ）共演:艶堂しほり

2016年
- 男女兼用の某有名エステサロン。 こんな健全店でセックスは愚かチンコを出すなんて完全に出禁行為!!しかし、どんな状況でもSEXにもっていけるという伝説の男たちが集結っ! 盗撮カメラにより彼らによって伝説が作り出される瞬間を収録することに成功したっ!!（1月1日、LEO）他出演:夏希みなみ、安西まみ
- 幸せと哀しみに満ちたレズビアン（1月13日、セレブの友）共演:上村みなみ
- 接吻若妻三姉妹 夫以外の男に抱かれ、濃厚接吻に溺れて（1月21日、ヒビノ）共演:湯本珠未、阿部乃みく
- 不妊治療クリニックで孕まされて…（2月1日、無言）
- レズの教室 〜女教師2人、不純同性交遊のすゝめ〜（2月13日、U&K）共演:臼井さと美
- 私は小さな町の不動産屋の事務員 5（2月13日、セレブの友）
- 連続吐精処置クリニック 性交・口淫・手淫でやさしく、忙しく 24時間 精液採取（3月5日、SODクリエイト）共演:成宮はるあ、椿かなめ
- 「おばさん看護師の入浴介助スペシャル 濡れた透けパン尻を見せられヘソにつくほど勃起した禁欲青年チ○ポは射精を我慢できない!」 VOL.1（3月5日、DANDY）他出演:成宮いろは ほか
- 東京スペシャル・受験間近!教育ママの歪んだ愛情 そんな本を見るくらいならママがオマ○コ見せてあげるから 「○○君!ベッドの下にあったいやらしい本はなんなの!!」（3月7日、東京スペシャル）他出演:中山理莉 ほか
- 潮が渇れるまで何度もイキ狂う! 人妻吹きまくり絶頂中出しエステ（3月15日、LOTUS）他出演:早川伊織、椿かなめ
- ビジネスホテルのマッサージ師の胸チラで股間が反応してしまった俺 7（3月17日、AKNR）他出演:水谷あおい、美咲かんな、佳苗るか
- 夢の近親相姦! まだまだイケる母のデカ尻に辛抱たまらん! パパには内緒で僕の思春期チ○ポ誘ってくるんだもん（3月17日、SWITCH）共演:神波多一花、西条沙羅
- スレンダーボディ×拘束×身体に落書き 窒息寸前 喉姦イラマチオに興奮するドM妻 中出し専用奴隷（3月19日、エマニエル）
- 「性生活研究所」団地妻たちのSEX事情調査第11弾! えっ奥さん!旦那より大きい18cmデカチン見て生ツバごくり! 結局やっちゃった人妻たち 11 衝撃告白!欲求不満な奥さんたちはこぞって「デカチンが大好き!」（3月25日、レッド）他19名出演
- 即ハメ!! 16（3月25日、セレブの友）
- ゴミ捨て場でノーブラ奥さんと遭遇 汚い場所で犯すとなんか興奮する 3（3月25日、かぐや姫）他出演:紺野ひかる、若槻みづな
- 「10周年記念 『おばさんを興奮させてどうするの?』 温泉スパでヤりまくりSPECIAL 自分の水着姿を見られ勃起した学生に抱きつかれても拒めない6人の妻たち」（4月7日、DANDY）共演:加藤ツバキ、たかせ由奈、臼井さと美、京野美麗、黒崎潤
- 「こんなところで…」 他人の情事を目撃してしまったパート妻（4月7日、AKNR）他出演:川瀬麻衣、柳あきら
- 人妻ラブホ密会（4月20日、スターパラダイス）他出演:藍乃ゆずき
- 親友恋愛 〜レズビアンまでの距離〜（5月1日、U&K）共演:湯本珠未
- 美熟女 羽田璃子 真性生中出し解禁（5月7日、マドンナ）
- パンツスーツOLムチムチ尻 勃起擦り付け痴漢（5月7日、アパッチ）他出演:荻野舞、阿部乃みく、折原ほのか、美泉咲
- 胸糞注意 新婚早々業務命令で九州支社に単身赴任させられた僕が独り悶々と過ごしている間に同じ部署のセクハラ上司が東京の僕の自宅にちょくちょく乗り込みいつの間にかウチの妻を寂しい女心につけこんで寝取りやがった話です 九州出張ビデオ通話編（5月7日、JET映像）
- 合コンで知りあった年下くんを1人暮らしする部屋にお持ち帰りして何度もラブラブSEXしたがる濃密お姉さん（5月12日、ナチュラルハイ）他出演:伊東紅
- 夫に内緒で他人棒SEX「実は主人の精液も飲んだことないんです」30歳すぎて初めての精飲 現役国際線CA妻 ゆみかさん33歳（5月12日、コスモス映像）※「ゆみか」名義
- 若妻だらけの定時制高校! イジメられ高校を退学したボクが夜間定時制高校に入学したら、クラスメイトがボクよりかなり年上の若妻だらけ!しかもみなさん現役高校生の僕が初々しくて可愛いようで前の学校とは一転まさかの人気者に! しかもしかも若妻さんたちは欲求不満のようでボクの事を誘惑してきたりして…（5月19日、Hunter）共演:碧しの、彩咲もも香、本真ゆり、芦名ユリア、横山みれい
- 街行くアカンそうな素人をナンパ!「そんなアカン娘を逮捕!」 手錠かけてHな事しちゃいました♥ PART7（5月20日、DOC）※「りこ」名義　他出演:ゆり、あい、ちさと、かおり、ちはる、なお、みき、りか、みく
- 不貞若妻! 5（5月25日、セレブの友）
- ディルド1本で大妄想 1人で発情する変態人妻 淫語オナニー 全員撮り下ろし10人（5月25日、かぐや姫）他出演:若槻みづな、木南日菜、宇野杏奈、水元恵梨香、新崎雛子、白河里奈、紺野ひかる、七菜原ココ、南希海
- 女と女の唇と舌が絡み合う… 若妻接吻レズビアン（5月26日、ヒビノ）共演:高嶋ゆいか
- 引越レディがまるで挑発してるかのように半尻Tバック強調するから僕大興奮！そりゃ後ろからぶち込みますよ! ありがとう!ぼくの引っ越し祝い!（5月26日、SWITCH）共演:彩咲もも香、木島亜希 ほか
- どうしようもなくなったボクのゴミ屋敷を清掃しにきたハウスキーパーのお姉さんをボクの精巣でキレイにしてあげました。ヾ（@⌒ー⌒@）ノピカピカ（5月26日、F&A）他1名出演
- 嫁の璃子と僕のラブラブ子作り生活（6月7日、ヴィーナス）
- ビアンカップルの日常 マンネリ打破のちょっぴりアブノーマルなレズSEX（6月7日、ビビアン）共演:水原さな
- 痴漢師に無理やり挿れられたバイブが取れず痙攣イキしてしまうタイトスカートの女（6月23日、ナチュラルハイ）他出演:波多野結衣、高嶋ゆいか、大場ゆい
- 一般男女モニタリングAV マジックミラーの向こうには愛する旦那! 街行く素人奥様が絶対イカせてもらえない寸止め焦らし体験! 「もうイカせてください…」極限まで寸止めされ絶頂欲求が高まった清楚妻おま○こ! すぐそばに旦那がいても目の前のデカチ○ポを求めてしまい挿入された瞬間にのけ反り即イキ無限絶頂!（6月23日、ディープス）他出演:神波多一花、栞菜まなみ、成宮いろは
- 緊縛に堕ちた人妻令嬢（6月25日、セレブの友）
- 中出しは最強への近道! Hなことしか頭にないママさんバレーチーム（6月25日、かぐや姫）共演:若槻みづな、紺野ひかる
- 少しだけって言ったのに…。（7月7日、マドンナ）
- ボクがいじめていた同級生の父親が家に怒鳴りこんできた! まったくいじめを認めない母親に逆上したいじめられっ子の父親はボクの目の前でお母さんを犯しだした!犯されているにも関わらず感じまくる母を目の当たりにしたボクは不謹慎にも思わず勃起…。しかも嫌がるボクを強制的にお母さんとヤラせトラウマ中出し近親相姦まで!（7月19日、Hunter）他出演:北条麻妃、芦名ユリア、篠田あゆみ、吉田花
- もしも…「羽田璃子」が○○だったら…。（8月1日、プラネットプラス）
- 禁断介護（8月4日、グローリークエスト）
- 今夜、義理の母を犯します!!もちろん動画も撮ります! いきなり父と再婚して母親気取りで口うるさくて高圧的でボクの事を邪魔者扱いする超ムカつく義理の母を親友と一緒に犯します! まずは睡眠薬を飲ませてとにかく舐めまわして弄びます!更に起きる前に拘束して今度は媚薬漬けにして何度も何度もイカせ狂いさせ中出しします!（8月7日、お夜食カンパニー）他出演:春原未来、柳あきら ほか
- 優しい美熟女と絶倫男 〜女の裏側を見せる男女逆転セックス〜（8月13日、M男パラダイス）
- 若妻ベランダ痴漢（8月19日、アパッチ）他出演:成宮いろは、青葉優香、涼川絢音、折原ほのか、本真ゆり
- 僕のヤバイ彼女（8月19日、AMEDIA）
- 寄生妻 3（8月25日、セレブの友）
- 女とSEXしたい女（8月25日、セレブの友）共演:とみの伊織、大槻ひびき
- ザ☆ブーツ痴女 手コキ男犯 連射・男の潮吹き・尿道・亀頭・睾丸責め（9月7日、MEGAMI）他出演:羽生ありさ、神ユキ、原ちとせ
- 「絶対声出しちゃダメ!」 誘惑してくる兄貴の嫁と危ない関係になっちゃった俺（9月8日、AKNR）他出演:香乃まどか、桜木優希音
- 愛妻身辺調査 ヤバイ妻 無自覚出演（9月8日、F&A）
- 欲求不満の人妻たちが通うヌードデッサン教室（9月9日、BAZOOKA）共演:吹石れな、原ちとせ、水野朝陽
- 生中出し若妻ナンパ! 21（9月9日、S級素人）他出演:吹石れな、原ちとせ、倉馬ちよ
- 淫語痴女（9月19日、ドグマ）
- 兄貴の嫁（9月19日、エマニエル）
- エステで堕とされた元CA美人人妻（9月23日、人妻花園劇場）
- 「『おばさんの下着を盗んでどうするの?』女を忘れた美人おばさんは自分で発情してくれる少年チ○ポなら下着を盗まれても嫌じゃない」 VOL.2（10月6日、DANDY）他出演:吹石れな、神納花
- ブルセラショップにやってきた素人妻 Vol.2（10月6日、F&A）他出演:成宮いろは
- J○○国○線の本物スチュワーデスが規則違反のパンスト穿いてナマSEX!（10月7日、Be Free）
- 人妻ナンパ中出しイカセ 23 ヤラし過ぎ武蔵小杉編（10月10日、ホットエンターテイメント）他出演:星あんず、日向あいり、山本いずみ
- 一般男女モニタリングAV 旦那とはご無沙汰な隠れ欲求不満妻が童貞の男子大学生のためにまだ見ぬオマ○コのしくみをオナニーしながら実演解説! 大きすぎて断られ続けたかわいそうな童貞くんは生オマ○コにたまらず勃起! 人妻オマ○コは母性をくすぐられ未体験サイズのデカチ○ポでも優しく筆おろししてくれるのか!?（10月19日、ディープス）他出演:二階堂ゆり、湯本珠未 ほか
- 通ってみたい淫語エステの性感開発 〜淫語上手なエステティシャンに襲われたら〜（10月19日、AMEDIA）
- 撮影現場のメイク室でマジ口説き! 密室空間で火照り出したモデルとSEXすることはできるのか?（10月20日、AKNR）他出演:香乃まどか、かなで自由
- 悪質クレーマーに脅され いいなり状態になる号泣美人OL（10月28日、なでしこ）他出演:伊吹涼子、湯本珠未
- セクキャバで働くOLは超淫乱! コンドーム必須の素股タイム中に僕の勃起チ◎ポからゴムを外して「マ◎コが疼くの…」と中出し誘惑♥（11月4日、ゲッツ!!）他出演:蓮実クレア、小池奈央
- 内見案内中に失禁しちゃった美尻パンスト不動産レディと黒スト着衣SEX♥（11月4日、ゲッツ!!）他出演:蓮実クレア、若槻みづな
- 発育してむちエロくなったツンデレ幼馴染が両親の留守中に俺の世話しにやってきた!!「全裸家政婦になれよ」と命令したら「仕方なく見せてあげてるんだからねッ」と言いながらも淫乱マゾ化したので…（11月4日、ゲッツ!!）他出演:月本愛、若槻みづな
- うれしはずかし不倫妻 ノリと勢いで初露出イキ狂い（11月7日、山と空）
- 尻で男を制圧せよ!（11月7日、MEGAMI）
- 帰ってきた 「常に性交」温泉旅館（11月10日、SODクリエイト）共演:水原さな、吹石れな
- マゾに目覚めた女 3（11月13日、アタッカーズ）共演:天海つばさ
- 夢のマドンナ大共演!! 美熟女が行く一泊二日のレズ大乱交バスツアー!!（11月13日、マドンナ）共演:白木優子、佐々木あき、小早川怜子、二階堂ゆり、八ッ橋さい子、吹石れな、たかせ由奈、浅井舞香、円城ひとみ、宮下華奈、成宮いろは、水原さな、若槻みづな
- ぜんぶ中出し4本番（11月13日、セレブの友）
- 僕のねとられ話しを聞いてほしい 親戚のスナックでホステスをやらされてスケベな客に寝盗られた妻（11月13日、JET映像）
- クンニ屋マサオ（11月19日、MEGAMI）他出演:枢木みかん、辻本りょう、松坂美紀
- 満員電車の2両目に潜むちんヌキ痴漢女を追え!（11月23日、ナチュラルハイ）他出演:神波多一花、若槻みづな、神納花 ほか
- おばさんおっぱいがち○ぽを勃起させてしまったの!? 「ノーブラ乳首チラ見え」で子○たちを発情させてしまった淑女たち!!（11月23日、アイエナジー）他出演:日比乃さとみ、坂井亜美 ほか
- 媚薬漬け ビックンガックン 痙攣中出しトランス（11月25日、乱丸）
- 一般男女モニタリングAV レズver. 幼稚園帰りのママ友同士が旦那と子供がいない間に2人っきりの自宅で人生初のイカせ合いレズＨに挑戦! 素人妻が恥じらいながらもレズキス／相互手マン／レズクンニ／レズ玩具／貝合わせ♥ "1回イったら10万円"の過激ルールで連続本気イキ 合計32回!（12月7日、ディープス）他出演:佐々木あき、湯本珠未、とみの伊織 ほか
- 歩きスマホの代償 DQNの携帯を壊してレアキャラが出るまで言いなりにされた人妻（12月7日、マドンナ）
- 憧れの上司が元CAだったなんて（12月8日、タカラ映像）
- 絶倫人妻が性教育と称して近所の少●チ○ポに何度もハメ強要! 興奮剤混入で勃ちっぱなしの蒼い果実を喰い放題!!（12月9日、SCOOP）他出演: 日比乃さとみ、坂井亜美
- 夜這いされ喘ぎ声を我慢しながら旦那の横で中出しまでされる人妻 5（12月15日、グローリークエスト）他出演:夏希みなみ、江上しほ、吉川あいみ、星井笑
- 僕の部屋に泊まりにきた叔母さんが寝るときは裸族だったことが判明!かつてのオナペットを前にしてイクべきか迷っていたらむこうから激しく甥っ子チ○ポを求めてきた!（12月23日、SCOOP）他出演:桜ちなみ、森保さな、桃瀬ゆり ほか

2017年
- 男の潮吹き メスイキドライオーガズム（1月13日、M男パラダイス）他出演:仁美まどか、芦名ユリア、早川瑞希、吹石れな
- 友人の母親 羽田璃子（1月19日、VENUS）
- 夫には言えない 借金奴隷妻 羽田璃子（1月25日、ながえスタイル）
- 旦那の隣で寝取られた泥酔妻6人（2月24日、なでしこ）他出演:佐々木あき、本庄瞳、風間ゆみ、水原さな、中山尚美
- ママさんバレー猛特訓 ハイレグブルマの奥さん9人が僕の家で自主練してたので生チ●ポハメて応援！（5月7日、かぐや姫Pt/妄想族）共演:星野ひびき、西条沙羅、若槻みづな、篠田ゆう、松本メイ、紺野ひかる、加藤あやの、福咲れん
- 女神尻～めがみじり～（5月25日、M男パラダイス）他出演: 上原果歩、神ユキ、江上しほ
- ボッタボタ出まくり！『男の潮吹き』快楽射精（6月25日、MEGAMI）他出演:峰エリ、原ちとせ、若槻みづな、跡美しゅり
- 義父と嫁 ～誰にも言えない禁断愛欲生活～（8月13日、ながえスタイル）他出演:武藤あやか 本庄優花
- SM×緊縛×拷問 24時間11分8枚組（10月14日、セレブの友）他出演:伊原詩織、安野由美、椎名ゆな、大橋ひとみ、涼川絢音、翔田千里、風間ゆみ、七海ひさ代、加納綾子、神波多一花、立花美里、水原薫子、松下美香、深津佳乃、篠田あゆみ、初美沙希、結城みさ、三浦恵理子、真咲南朋
- 羽田璃子 ～Woman for M～ 4時間BEST（10月19日、M男パラダイス）
- スレンダー美熟女に中出し2 10人（11月10日、なでしこ）他出演:青木玲、冴君麻衣子、本庄瞳、佐々木あき、麻生千春、井上綾子、武藤あやか、森下美緒、二宮和香
- 聖水一番搾り 10人の美痴女（11月25日、MEGAMI）他出演:一松愛梨、宮崎あや、早川瑞希、二宮和香、藤川れいな、辻本りょう、高瀬杏、神納花、浜崎真緒

### イメージDVD
- 湯けむりおっぱい（2015年11月28日、オルスタックソフト販売）
- FAKE NAKED/NAKED 2（2015年12月23日、INTEC Inc）他出演:愛原さえ
- 妻美喰い 〜おねだりワイフ〜（2016年9月30日、オルスタックソフト販売）